# Gullspång (plaats)
Gullspång is de hoofdplaats in de gemeente Gullspång op de grens van de landschappen Västergötland en Värmland en de provincie Västra Götalands län in Zweden. De plaats heeft 1175 inwoners (2005) en een oppervlakte van 175 hectare.

## Verkeer en vervoer
Bij de plaats lopen de Riksväg 26 en Länsväg 200.

## Geboren

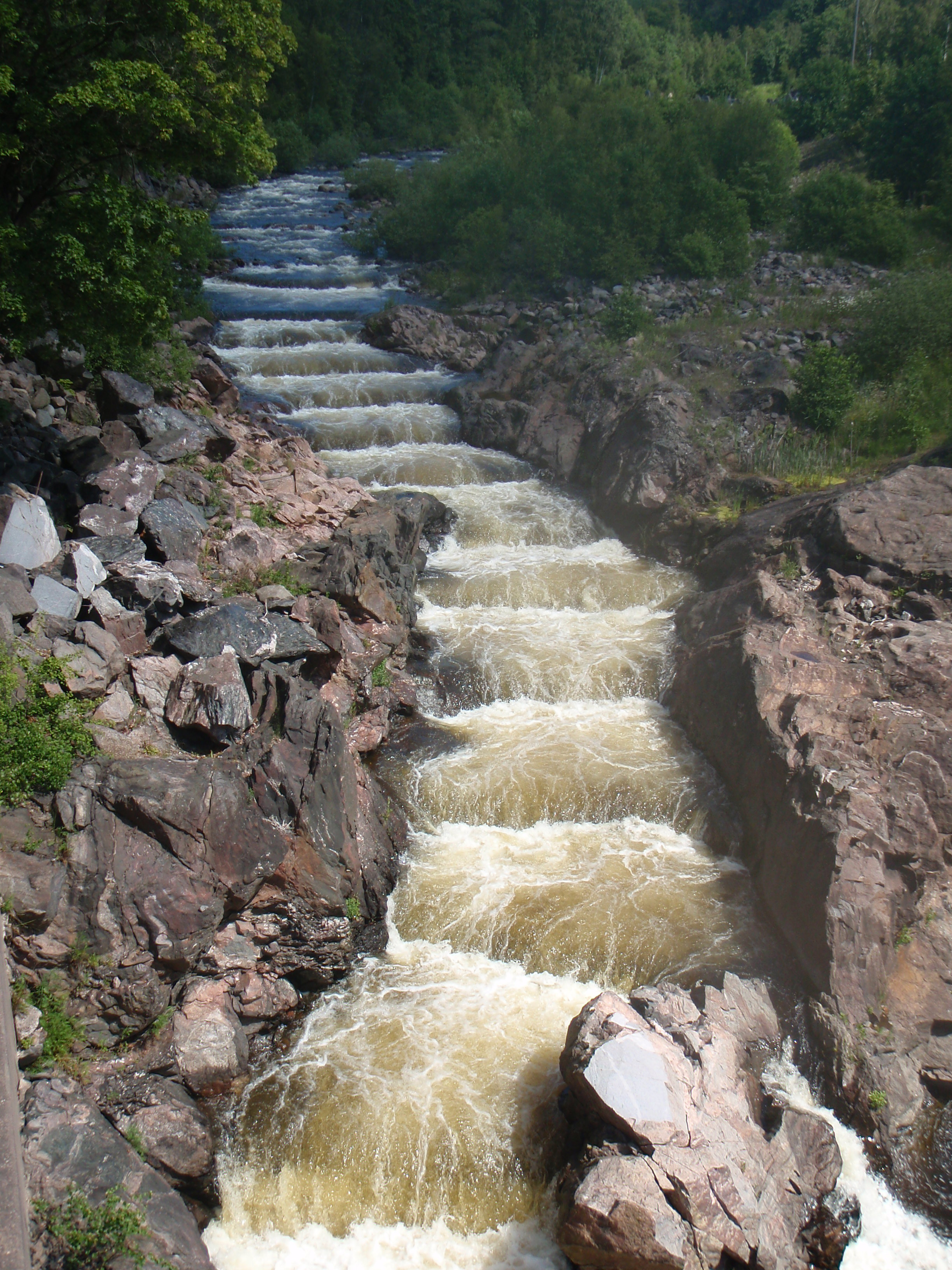
Watervaltrap

- Olof Mellberg (1977), voetballer